# Springerton, Illinois
Springerton là một làng thuộc quận White, tiểu bang Illinois, Hoa Kỳ. Năm 2010, dân số của làng này là 110 người.

## Dân số
Dân số qua các năm:
- Năm 2000: 134 người.
- Năm 2010: 110 người.